# Sad Wings of Destiny
Sad Wings of Destiny је други студијски албум британског хеви метал бенда Џудас прист. Издат је 1976. године.